# Sayner (Wisconsin)
Sayner es un lugar designado por el censo ubicado en el condado de Vilas en el estado estadounidense de Wisconsin. En el Censo de 2010 tenía una población de 207 habitantes y una densidad poblacional de 43,72 personas por km².

## Geografía
Sayner se encuentra ubicado en las coordenadas 45°59′24″N 89°32′38″O / 45.99000, -89.54389. Según la Oficina del Censo de los Estados Unidos, Sayner tiene una superficie total de 4.73 km², de la cual 4.73 km² corresponden a tierra firme y (0.11%) 0.01 km² es agua.

## Demografía
Según el censo de 2010, había 207 personas residiendo en Sayner. La densidad de población era de 43,72 hab./km². De los 207 habitantes, Sayner estaba compuesto por el 98.07% blancos, el 0% eran afroamericanos, el 0.48% eran amerindios, el 0.48% eran asiáticos, el 0% eran isleños del Pacífico, el 0% eran de otras razas y el 0.97% pertenecían a dos o más razas. Del total de la población el 4.35% eran hispanos o latinos de cualquier raza.